# Banke
Banke (बाँके जिल्ला) é um distrito da zona de Bheri, no Nepal. Possui uma área de 2 337 km² e uma população (2001) de 385 840 habitantes.